# Leiðólfur kappi
Leiðólfur kappi (apelidado de o guerreiro) foi um caudilho víquingue de Skógahverfi, Vestur-Skaftafellssýsla, durante a colonização da ilha no século X. Oriundo de Noruega, fundou um assentamento em Skaftá, Drífandi, e possuia uma propriedade numa terra fértil que lhe deu o nome de Leiðólfsfell e foi o primeiro goði do clã familiar dos Leiðylfingar adquir o seu nome. Leiðólfur kappi albergou Uni, o Dinamarquês (nórdico antigo: Uni Hinn Danski) de Unaos quando foi expulso do território por conspiração, e durante o tempo em que esteve na sua fazenda teve um relacionamento com Þórunn a filha do goði, no entanto negou-se a casar-se e Uni fugiu para Suðurnes com os seus homens, Leiðólfur kappi persiguiu-o e obrigou-o a regressar para a propriedade, mas Uni escapou pela segunda vez e Leiðólfur, furioso, voltou a persegui-lo, acabando por matá-lo juntamente com o seu séquito. O filho de Uni e Þórunn foi Hróar Tungugoði, um dos grandes líderes islandeses do século X.